# Хамітов Назіп Віленович
Назі́п Віле́нович Хамі́тов (*17 січня 1963, Київ) — український філософ, письменник, психоаналітик. Член-кореспондент Національної академії наук України. Доктор філософських наук, професор. Автор нових методів досліджень у філософській антропології, психоаналізі, етиці, естетиці, психології. Президент Міжнародної Асоціації філософського мистецтва. Почесний іноземний член Спілки незалежних болгарських письменників. Автор низки філософських, наукових та художніх книг.

## Діяльність
Закінчив філософський факультет Київського державного університету (1985). Кандидат філософських наук (1992), доктор філософських наук (1998), професор (2007). Член-кореспондент Національної академії наук України (2021). Почесний іноземний член Спілки незалежних болгарських письменників (2020). Провідний науковий співробітник відділу філософської антропології Інституту філософії НАН України. Професор КНУ імені Тараса Шевченка, НПУ імені М. Драгоманова, НУ «Києво-Могилянська академія» та ін.
З 1992 — в Інституті філософії ім. Г. Сковороди НАН України, у якому пройшов шлях від молодшого до провідного наукового співробітника, захистивши в Спеціалізованих вчених радах цієї установи кандидатську і докторську дисертації. Для завершення докторської дисертації отримав грант Президії Національної академії наук України та Президії Міжнародної академії наук.
Як науковець відомий в якості автора проекту філософської антропології як метаантропології — теорії гуманістичного розвитку людини і суспільства, що продовжує ідеї класика німецької філософської антропології М. Шелера, класика російської філософії персоналізму М. Бердяєва та розробки Київської світоглядно-антропологічної школи, започаткованої академіком В. І. Шинкаруком, і має міжнародний резонанс.
Досліджує проблеми філософії та психології статі, філософії психоаналізу, філософії архетипів культури, екзистенціальної антропології. Автор метаантропології — філософії розвитку людини, теорії буденного, граничного та метаграничного буття людини.
У роботах Н. Хамітова метаантропологія — це  теорія буденного, граничного й метаграничного (позамежного) вимірів буття людини, яким відповідають буденний, особистісний та філософський типи світогляду.
Філософська антропологія як метаантропологія в гносеологічному контексті узагальнює досягнення конкретних різновидів гуманітаристики і тому постає їх метатеорією, відкриваючи нові методологічні й світоглядні рішення. В екзистенціальному контексті вона може бути визначена в якості філософської теорії про межі буття людини і архетипові основи цивілізації та культури. На цій методологічній основі метаантропологія розгортається у футур-антропологію — науку, що прогнозує фундаментальні тенденції еволюції людини і людства і передбачає пов'язані з ними колізії.
Особливо резонансними стали дослідження самотності в життєвому світі особистості, екзистенціальні аспекти відносин чоловіка та жінки, специфіки особистості й суспільства граничного буття, що дозволяє успішно прогнозувати поведінку людини в граничних ситуаціях і граничному бутті, а також виходити на осмислення і вирішення соціально-комунікативних проблем суспільства в кризових станах. Метаантропологія як проект розвитку вітчизняної філософської антропології був запропонований у 1997 р. у книзі Н. В. Хамітова «Філософія людини: пошук меж. Вступ до метаантропології», до якої академік В. І. Шинкарук написав передмову. У цих методологічних координатах резонансними стали дослідження внутрішньої та зовнішньої самотності людини, представлені в книгах Н. В. Хамітова «Філософія самотності», «Самотата на мъжа и на жената» (перекладена болгарською мовою), «Самотність у людському бутті». У монографії «Філософія та психологія статі» проаналізовані екзистенціальні аспекти відносин чоловіка та жінки.
Н. Хамітов — член редколегії «Філософського енциклопедичного словника» (2002) і автор низки фундаментальних статей з проблематики філософської антропології у даному виданні. Це стало основою окремого словника «Філософська антропологія» за редакцією Н. Хамітова (перше видання у 2011), у якому він написав більшість статей.
У співавторстві з Віце-президентом НАН України, Головою Секції суспільних і гуманітарних наук, академіком НАН України С. І. Пирожковим Н. В. Хамітов розробляє методологію метаантропологічного потенціалізму, яка дозволяє моделювати системний розвиток особистості чи соціуму від наявних до позамежних проявів через створення стратегій, які розгортають реальні потенції системи і була покладена в основу спільної монографії «Цивілізаційна суб’єктність України: від потенцій до нового світогляду і буття людини» (2020).
Дана методологія успішно використовувалася при створенні Національної Доповіді НАН України 2016 року «Цивілізаційний вибір України: парадигма осмислення і стратегія дії». Н. В. Хамітов був членом редколегії і координував написання третього розділу Національної Доповіді НАН України 2016 року, а також автором й співавтором трьох його підрозділів. Працюав в якості члена редколегії і автора першого розділу Національної Доповіді НАН України 2017 року «Україна: шлях до суспільної консолідації», а також Національних доповідей НАНУ «Українське суспільство: міграційний вимір» (2018 р.), «Євроатлантичний вектор України» (2019 р.), «Україна як суб'єкт історії та сучасності» (2020 р.), "Національна стійкість України" (2021), "Збереження і розвиток України в умовах війни та миру" (2024)  — як заступник Голови редколегій, член редколегій, автор і координатор авторських колективів.
Останнім часом досліджує антропологічні та ментально-культурні чинники виникнення і загострення конфліктів у глобалізованому світі; аналізує можливості набуття Україною суб'єктності в умовах епохи гібридних воєн.
Творець афоризмотерапії — методики актуалізації особистості за допомогою спеціально підібраних авторських афоризмів та андрогін-аналізу — новітнього напрямку психоаналізу на основі оригінального методу глибинної корекції стосунків чоловіка й жінки.
У 1998 році читав курс лекцій з метаантропології в Берлінському університеті ім. Гумбольдта. З цієї проблематики читав лекції в українських і закордонних ВНЗ, зокрема, в Софійському університеті Святого Климента Охридського (Болгарія), університеті Гьонсан (м. Джинджу, Південна Корея). Веде магістерські програми «Філософська антропологія та психоаналіз» і «Філософська публіцистика, філософське мистецтво і арт-терапія» на кафедрі філософської антропології Національного педагогічного університету імені М. Драгоманова.
Н. В. Хамітов автор понад 250 наукових та науково-популярних робіт, з них більше 20 книг — і індивідуальних, і написаних у співавторстві. Розвиваючи свій напрям і наукову школу, підготував 15 кандидатів та 2 доктори наук, наразі працює з докторантами, аспірантами та пошукувачами з України та з інших країн.
Наукова школа професора Н. В. Хамітова має реальні здобутки на шляху використання методології філософської антропології як метаантропології. Зокрема, в дослідженнях сучасного українського автора, доктора філософських наук, професора С. А. Крилової вибудовується підхід соціальної метаантропології, який може бути значущим як для сучасної філософської антропології, так і для культурології й соціальної філософії. Даний підхід полягає в тому, що тріадична методологія, яка пропонується в проекті метаантропології (буденне, граничне, метаграничне буття людини), застосовується не до людини як неповторної екзистенції та особистості, а до суспільства, а також до людини в контексті суспільства.
Запропоновані професором Н. В. Хамітовим персоналістична і комунікативна стратегії метаантропології з'єднуються в метаантропології статі, що вивчає духовне і душевне як екзистенціальні вияви чоловічого та жіночого начал. Такий підхід відкриває нові евристичні можливості для філософії статі та гендеру, зокрема розуміння причин внутрішньої самотності чоловіка та жінки, можливості гармонії відносин між ними на рівні цілісної духовно-душевної взаємодії, а також усвідомлення досягнень та втрат гендерної рівності у світі. У сучасній українській філософії статі та гендеру, заснованій на проекті метаантропології, ця концептуальна позиція розвивається в роботах українських дослідників Л. Гармаш, І. Зубавіної, Н. Нікішиної, М. Препотенської, О. Рубан, Л. Сулєйманової та ін. Усе це робить метаантропологію методологічною і світоглядною основою низки напрямів сучасного психоаналізу, передусім актуалізуючого психоаналізу як філософського психоаналізу й андрогін-аналізу.
Метаантропологічний підхід професора Н. В. Хамітова був застосований при вивченні екзистенціальних вимірів віртуальної реальності Д. Свириденко, а також в дослідженнях впливу кіно і телебачення на природу сучасної людини, здійснених В. Криловою (проект екранної метаантропології). Метаантропологія як методологічна стратегія була використана М. Препотенською для дослідження екзистенціальних вимірів феномену риторики, а також для осмислення буття людини в сучасному мегаполісі. На основі проекту метаантропології С. Киселиця досліджує віру як екзистенціал, що проходить складні метаморфози в житті особистості.
Ключові концепти метаантропології «буденне, граничне й метаграничне буття людини» були задіяні О. Зайченко при аналізі рольової гри як феномену культури, Л. Тарасюк — при вивченні ініціації креативності в бутті людини, С. Зобіним — при аналізі кореляцій розвитку природного й штучного інтелекту, В. Клочковим — при осягненні феномену проблемності людського буття, Ф. Фоміним — при дослідженні трансформацій сім'ї в сучасній Україні. Методологія філософської антропології як метаантропології стала евристично плідною в сучасному етичному й естетичному знанні. Зокрема, це яскраво представлено у словнику «Етика і естетика», за редакцією Н. В. Хамітова, у якому до українських авторів долучилася знаний у Європі етик Сільвія Мінєва, що розвиває метаантропологічний підхід у царині біоетики.
Закономірним етапом розвитку школи філософської антропології як метаантропології є створення при кафедрі філософської антропології НПУ ім. М. Драгоманова лабораторії метаантропологічних досліджень, завідувачем якої став професор Н. В. Хамітов. Мета роботи лабораторії — методологічна інтеграція наукових напрямків у галузі філософської антропології.
Протягом більше 20 років професор Н. В. Хамітов веде щомісячний міждисциплінарний методологічний семінар з актуальних проблем філософської антропології в Інституті філософії ім. Г. Сковороди НАН України. Є організатором низки науково-практичних конференцій з  філософсько-антропологічної тематики.  
Має низку грамот та відзнак від університетів, наукових та інших установ в Україні та за кордоном. Зокрема, у 2013 р. був нагороджений медаллю «Драгоманівська родина», у 2014 р. отримав почесну відзнаку «ГЕОРГІЯ ПЕРЕМОЖЦЯ ІІ ступеню» – за «значний внесок в духовне відродження України та патріотичне виховання молоді», у 2015 р. був нагороджений медаллю П. Орлика – «за наукові досягнення в гуманітарних науках», а у 2018 р. був повторно нагороджений цією медаллю.
Дипломант конкурсу «Коронація слова 2001» за кіносценарій «Чаромлин».
Н. В. Хамітов займається великою науково-громадською роботою — є ініціатором програм на телебаченні та радіо з актуальних проблем філософії людини (як автор та ведучий провів більше 800 телевізійних і радіоефірів). Автор та ведучий популярних програм в прямомому ефірі — радіопрограми «Філософські діалоги» (Радио-Ера FM) та телепрограм «Свобода думки», «Мистецтво життя» та «Нічні роздуми» на телеканалі ЦК (КГР ТРК). Відомі гості програм: Сергій Пирожков, Мирослав Попович, Володимир Рижко, Йорг Дрешер (Німеччина), Вілл Стампер (Англія), Джинван Парк (Південна Корея), Філіп Серс (Франція), Сільвія Мінєва (Болгарія), Тетяна Андрущенко, Світлана Крилова, Олександр Майборода, Ольга Гомілко, Ярослав Любвий, Галина Зеленько, Борис Мельцер, Анжеліка Резнік, Наталія Костилєва, Олена Раскіна, Маргарита Черненко та інші знані українські й зарубіжні  інтелектуали - вчені, філософи, письменники, режисери.

## Критика
Фігурує в базі видання Texty як учасник організації «Перспектива», що просувала партію «Наша Україна» в жовтні 2012 року за допомогою фальшивих соціологічних даних.
Також зазнавав критики через те, що вважає проблему плагіату вторинною порівняно з науковою новизною.

## Основні праці

### Філософські та наукові
- Хамитов Н. Философия одиночества. — К.: Наукова думка, 1995.
- Хамитов Н. Освобождение от обыденности: искусство как разрешение противоречий жизни. — К.: Наукова думка, 1995.
- Хамитов Н. Антропологические парадигмы и мифологемы европейской философии. — К.: Випол, 1998, в соавторстве с Л. Менжулиной.
- Хамітов Н. Філософія статі: прояснення предмета // Філософска думка. — 2000, № 6.
- Хамитов Н. Философия и психология пола. — К.: Ника-центр, М.: Институт общегуманитарных исследований, 2000.
- Хамітов Н. Самотність у людському бутті. — К.: Гранослов, 2000.
- Хамітов Н. Інфантильність та зрілість у людському бутті // Філософсько-антропологічні читання'99. — К., 2000. — С. 82–87.
- Хамитов Н. Философия человека: от метафизики к метаантропологии. — К., Ника-центр, М.: Институт общегуманитарных исследований, 2002.
- Хамитов Н. Тайна мужского и женского: исцеляющие афоризмы. — К.: Лыбидь, 2002.
- Хамітов Н. В. Екзистенціальний вимір статі // Людина в есенційних та екзистенціальних вимірах. — К.: Наукова думка, 2004.
- Хамітов Н. В. Майбутнє екзистенціалу «свобода»: гендерні виміри  // Людина в цивілізації XXI століття: проблема свободи. — К.: Наукова думка, 2005.
- Хамитов Н. В. Афоризмы свободы. — М.: АСТ, Харьков: Торсинг, 2008.
- Хамитов Н. В. Афоризмы силы. — К.: АСТ, Харьков: Торсинг, 2008.
- Хамитов Н. В. Одиночество женское и мужское. Опыт вживания в проблему. — М.: АСТ, Харьков: Торсинг, 2004.
- Хамитов Н. Освобождение от одиночества. — М.: АСТ, Харьков: Торсинг, 2005.
- Хамитов Н. Философия: Бытие. Человек. Мир. Курс лекций. — К.: КНТ, 2006.
- Хамитов Н. Этика: путь к красоте отношений. Курс лекций. — К.: КНТ, у співавторстві зі С. Криловою.
- Хамітов Н. Історія філософії: проблема людини. — К., 2006, у співавторстві з Л. Гармаш і С. Криловою.
- Хамитов Н. Философский словарь. Человек и мир. — К.: КНТ, 2006, у співавторстві зі С. Криловою.
- Хамитов Н. Этика и эстетика: словарь ключевых терминов. — К.: КНТ, 2009, у співавторстві зі С. Криловою.
- Хамітов Н. Філософська антропологія у «позитивному» та «негативному» проблемному полі: концепти Еросу і Танатосу // Грані людського буття: позитивні та негативні виміри антропокультурного. — К.: Наукова думка, 2010.
- Хамитов Н. Философская антропология: словарь.. — К.: КНТ, 2014, у співавторстві з С. Криловою, С. Мінєвою та ін.
- Хамитов Н., Крылова С. Этика: путь к красоте отношений. Курс лекций (метаантропологический анализ) — К.: КНТ, Центр учебной литературы, 2014.  2-е издание, исправленное и дополненное.
- Хамитов Н. Философия: Бытие. Человек. Мир. Курс лекций. — К.: КНТ, 2015. 3-е издание, исправленное и дополненное.
- Хамітов Н. Історія філософії: проблема людини. Вступ до філософської антропології як метаантропології. — К., 2015, у співавторстві з Л. Гармаш і С. Криловою. 3-е видання, перероблене та доповнене.
- Хамітов Н. В. Самотність у людському бутті. Досвід метаантропології. 2-е видання, виправлене і доповнене. — К.: «КНТ», 2017.
- Хамітов Н. В. Філософська антропологія: актуальні проблеми. Від теоретичного до практичного повороту. — К.: КНТ, 2017.
- Пирожков С. І., Хамітов Н. В. Україна: від штучної та реальної конфронтації до консолідації // Дзеркало тижня, № 28 (324), 22 липня 2017. — С. 4.
- Пирожков С. І., Хамітов Н. В. Консолідація України та її суб'єктність у світі // Україна дипломатична. Науковий щорічник. — К.: 2017.– С. 572—579.].
- Пирожков С. І., Хамітов Н. В. Ноосферна цивілізація: від потенцій до нової реальності // Вісник НАН України, 2018. № 2. — С. 71 — 82.
- Хамітов Н. В. Самотність у людському бутті. Досвід метаантропології. — 2-е видання, виправлене та доповнене. — К.: КНТ, 2017. — 370 с.
- Хамітов Н. В. Філософська антропологія: актуальні проблеми. Від теоретичного до практичного повороту. — 3-е видання, виправлене і доповнене. — К.: КНТ, 2019. — 394 с.
- Хамітов Н., Жулай В. Екзистенціальне розкриття нашого сучасника у просторі християнського гуманізму: український контекст // Людина. Екзистенція. Культура. Підхід філософської антропології як метаантропології: збірник наукових праць / За редакцією Н. Хамітова і С. Крилової. — К.: КНТ, 2020. — С. 9-34.
- Пирожков С. І., Хамітов Н. В. Цівілізаційна суб'єктність України: від потенцій до нового світогляду і буття людини. — К.: Наукова думка, 2020, 255 с.
- Хамітов Н. В. Філософська антропологія: світовий та вітчизняний контексти // Вісник НАН України, № 5, 2021. —  с. 81-94.
- Хамітов Н.В., Крилова С.А. Людина і культура: словник. Філософська антропологія, філософія культури, культурологія. 2-е видання, виправлене і доповнене. К.: КНТ, 2023. 295 с.
- Khamitov N. The mystery of male and female nature. Sofia: Kibea. 2022. 200 р.
- Хамитов Н. Война в Украине и новый гуманизм: Давид против Голиафа. Метаантропология истории ХХI века. София: КИБЕА, 2023. 132 с. https://kibea.net/book/3320
- Khamitov N. The War in Ukraine and the new Humanism: David versus Goliath. Meta-anthropology of history of the 21st century, Sofia: KIBEA Publishing, 2023. 123 р. https://kibea.net/book/3321
- Хамитов Н. Войната в Украйна и новият хуманизъм: Давид срещу Голиат. Метаантропология на историята на ХХІ век. София: КИБЕА, 2023. 132 с. https://kibea.net/book/3319

### Художні
- Хамитов Н. В. Тайна хоббита. — Донецк: Сталкер, М.: АСТ, 2002, у співавторстві зі С. Криловою, псевдоніми «Нэз и Лана Светлые».
- Хамитов Н. В. Маска. — К.: София, 2006, псевдоним «Ян Нэз».
- Хамитов Н. В. Властелин старости. — К.: София, 2006, псевдоним «Ян Нэз».
- Хамитов Н. В. Магическая Книга. — К.: Махаон-Украина, 2008, у співавторстві зі С. Криловою, псевдоніми «Нэз и Лана Светлые».